# Núria Sagnier
Núria Sagnier i Costa (Barcelona, 1902-1988) fue una escritora y traductora española, conocida como Anna de Ax.

## Biografía
De familia burguesa y formación autodidacta, desde bien joven Núria Sagnier se interesó por la música y la literatura. Acabada la Guerra Civil, desde el 1945 hasta el 1965, aproximadamente, produjo la mayor parte de su obra. En 1953 publicó el libro de poemas Insomni entre fulles y, dos años después, Llegendes xineses, los dos de inspiración oriental. También escribió entonces dos comedias y dos dramas de inspiración bíblica, que han permanecido inéditos. Antes, el año 1951, había publicado Wagner vist per mi, ensayo en el cual analizaba la personalidad del músico, las principales características de su obra y once de sus dramas. Coincidió con una época en que mantuvo una intensa actividad wagneriana, con audiciones semanales organizadas en casa suya con un grupo de seguidores entusiastas, herederos de la Asociación Wagneriana de comienzo del siglo XX.
Inducida por este círculo, en pocos años, del 1955 al 1961, tradujo al catalán nueve óperas de Richard Wagner. Hasta poco antes, a pesar de su interés por la obra de Wagner, no se había planteado aprender alemán: había trabajado siempre con las versiones de la Asociación Wagneriana. Sus traducciones fueron concebidas para ser interpretadas, hecho que no se produjo nunca. Únicamente La Valquíria y Tristany y Isolda pudieron ser seguidas gracias a los libretos con sus versiones durante el Festival Wagner del año 1955 en Barcelona. La crítica reconoció la alta calidad de la obra y reconoció que se habían superado limitaciones de las traducciones anteriores, sobre todo una excesiva sujeción sintáctica y fonética en los originales.

## Obra
- Wagner vist per mi(1951). Ensayo
- Insomni entre fulles(1953). Poemas
- Llegendes xineses (1955). Poemas